# Crepis aurea
Crepis aurea es una especie de planta herbácea perteneciente a la familia de las asteráceas. Es originaria de Europa y Turquía.

## Descripción
Es una planta herbácea perenne, 5-20 - (30) centímetros de altura. Con caudex hinchado, ramificados o simples. Tallos florales  cilíndricos, glandulares en raras ocasiones, glabros o hirsutos, estriados, rara vez ramificados. Forma una roseta de hojas elípticas a obovadas,  pinnatífidas o enteras, dentadas o enteras, agudas o con frecuencia mucronadas, glabras. Pocas hojas caulinares o ausentes, reducida a escamas. Involucro campanulado  de color verde oscuro, glabro, con brácteas involucrales externas lineales, obtusas, el margen diminutamente ciliado en el ápice, brácteas involucrales interiores estrechamente ovadas u oblongas. Corola liguladas de color naranja, rojo y amarillo; lígula  de color rojizo púrpura en la cara exterior. El fruto es un aquenio fusiforme, subcilíndrico, marrón pálido, con 16-18 costillas. Vilano blanco, 4.0-6.0 mm de largo, persistente y flexible. 

## Taxonomía
Crepis aurea fue descrita por  L. Cass. y publicado en Dictionnaire des Sciences Naturelles [Second edition] 25: 88. 1822.
Etimología
Crepis: nombre genérico que deriva de las palabras griegas: 
krepis, que significa " zapatilla "o" sandalia ", posiblemente en referencia a la forma de la fruta.
aurea: epíteto latíno que significa "dorada".
Vriedades aceptadas
- Crepis aurea subsp. glabrescens (Caruel) Arcang.
- Crepis aurea subsp. olympica (K.Koch) Lamond

Sinonimia
- Leontodon aureus L., Syst. Nat. ed. 10: 1193. 1759
- Andryala aurea (L.) Scop., Annus Hist.-Nat. 2: 58. 1769
- Hieracium aureum (L.) Scop., Fl. Carniol., ed. 2 2: 104. 1772
- Apargia aurea (L.) F.W.Schmidt, Samml. Phys.-Ökon. Aufs.: 282. 1795
- Calliopea aurea (L.) D.Don in Edinburgh New Philos. J. 1829: 309. 1829
- Geracium aureum (L.) Rchb., Fl. Germ. Excurs. 1: 259. 1831-1832
- Soyeria aurea (L.) Mutel, Fl. Franç. 2: 223. 1835
- Aracium aureum (L.) D.Dietr., Syn. Pl. 4: 1329. 1847
- Berinia aurea (L.) Sch. Bip. in Jahresber. Pollichia 22-24: 318. 1866
- Brachyderea aurea (L.) Sch.Bip. in Jahresber. Pollichia 22-24: 318. 1866
- Hieracioides aureum (L.) Kuntze, Revis. Gen. Pl. 1: 345. 1891
- Crepis aurea var. typica Fiori, Fl. Italia 3: 441. 1904, nom. inval.
- Crepis aurea subsp. typica Babc. in Univ. Calif. Publ. Bot. 19: 399. 1941, nom. inval.
- Crepis kitaibelii Froel. in Candolle, Prodr. 7: 168. 1838[5]

## Galería

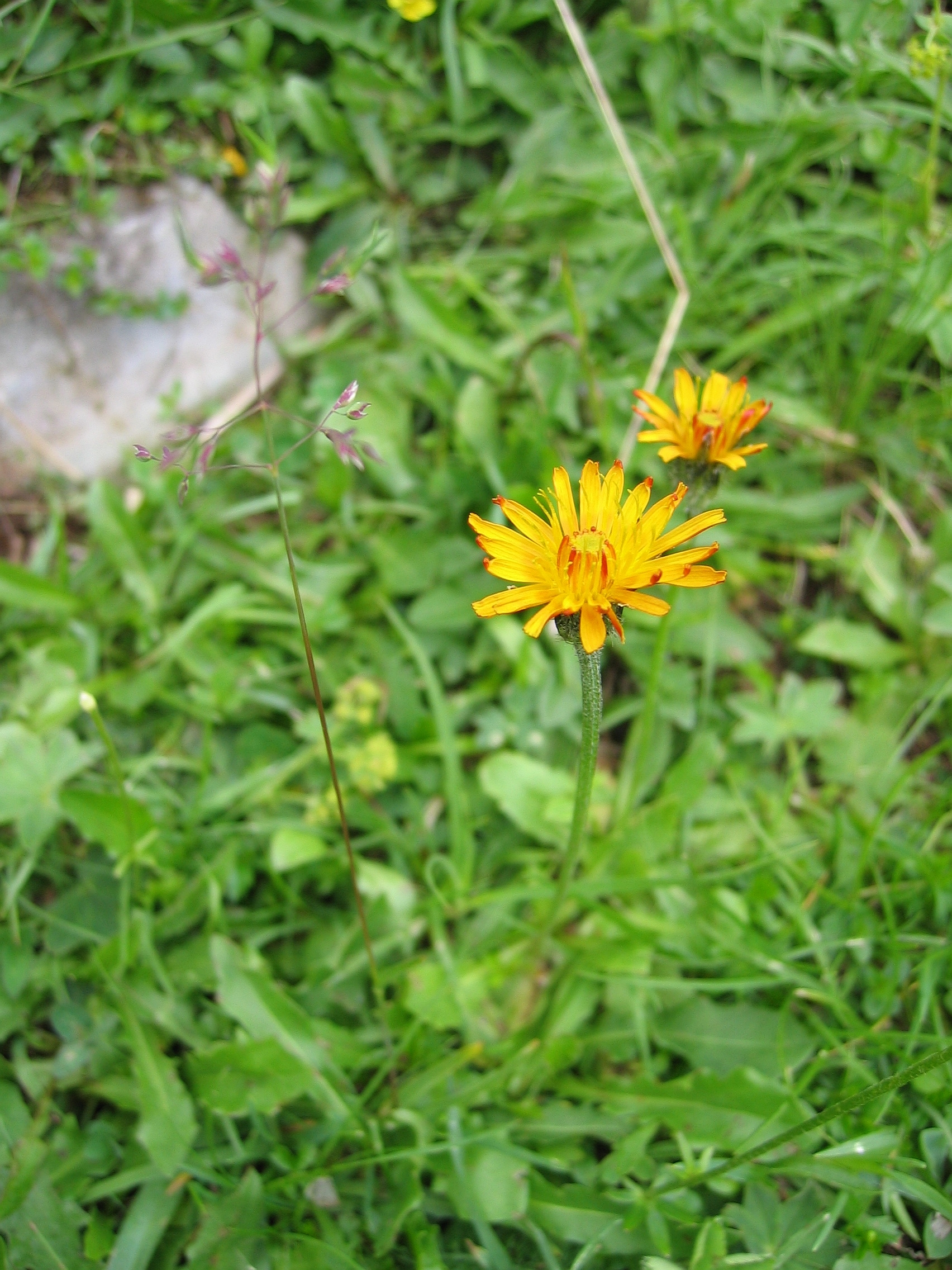
Planta con flor
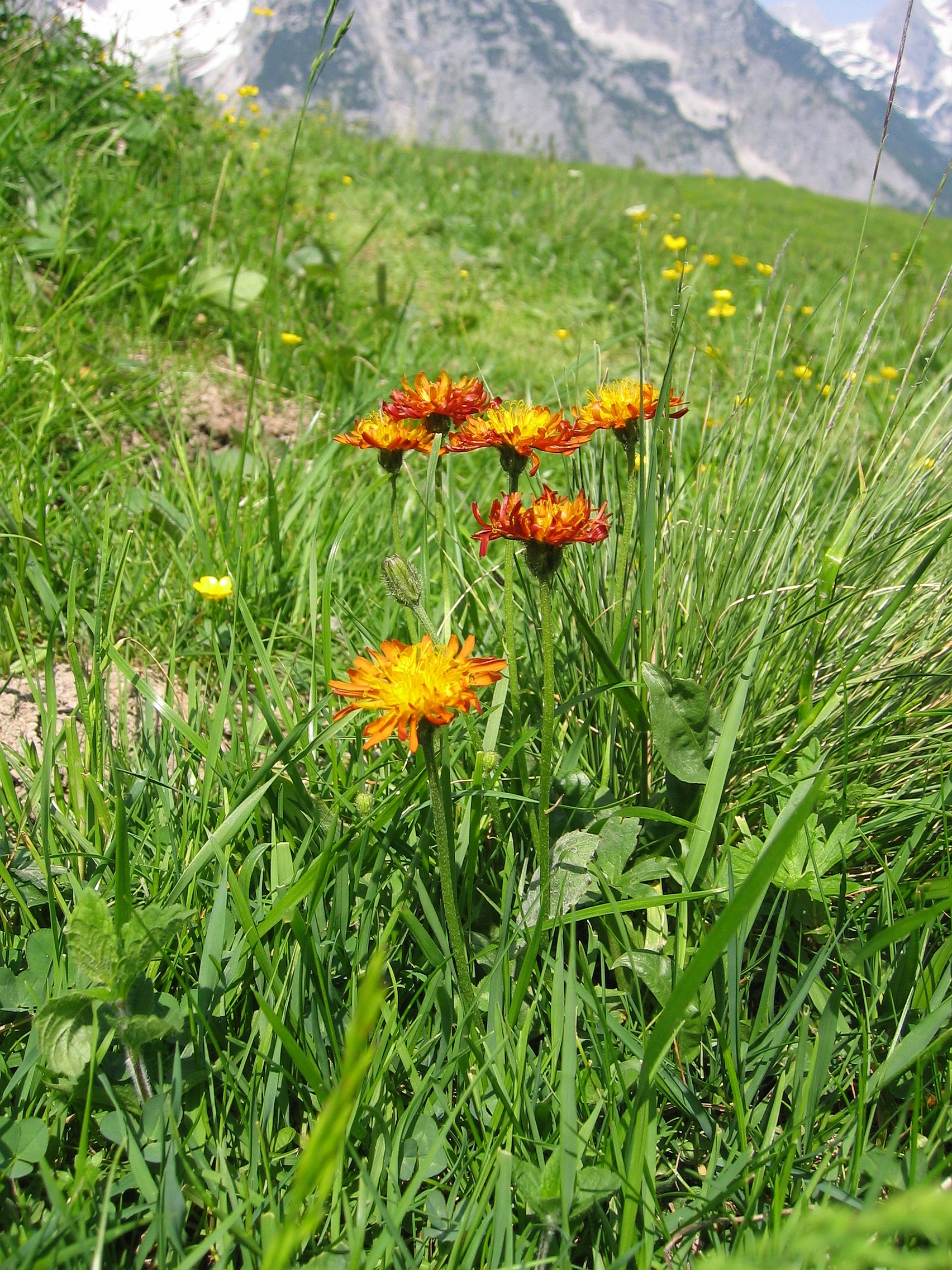
Planta con flor
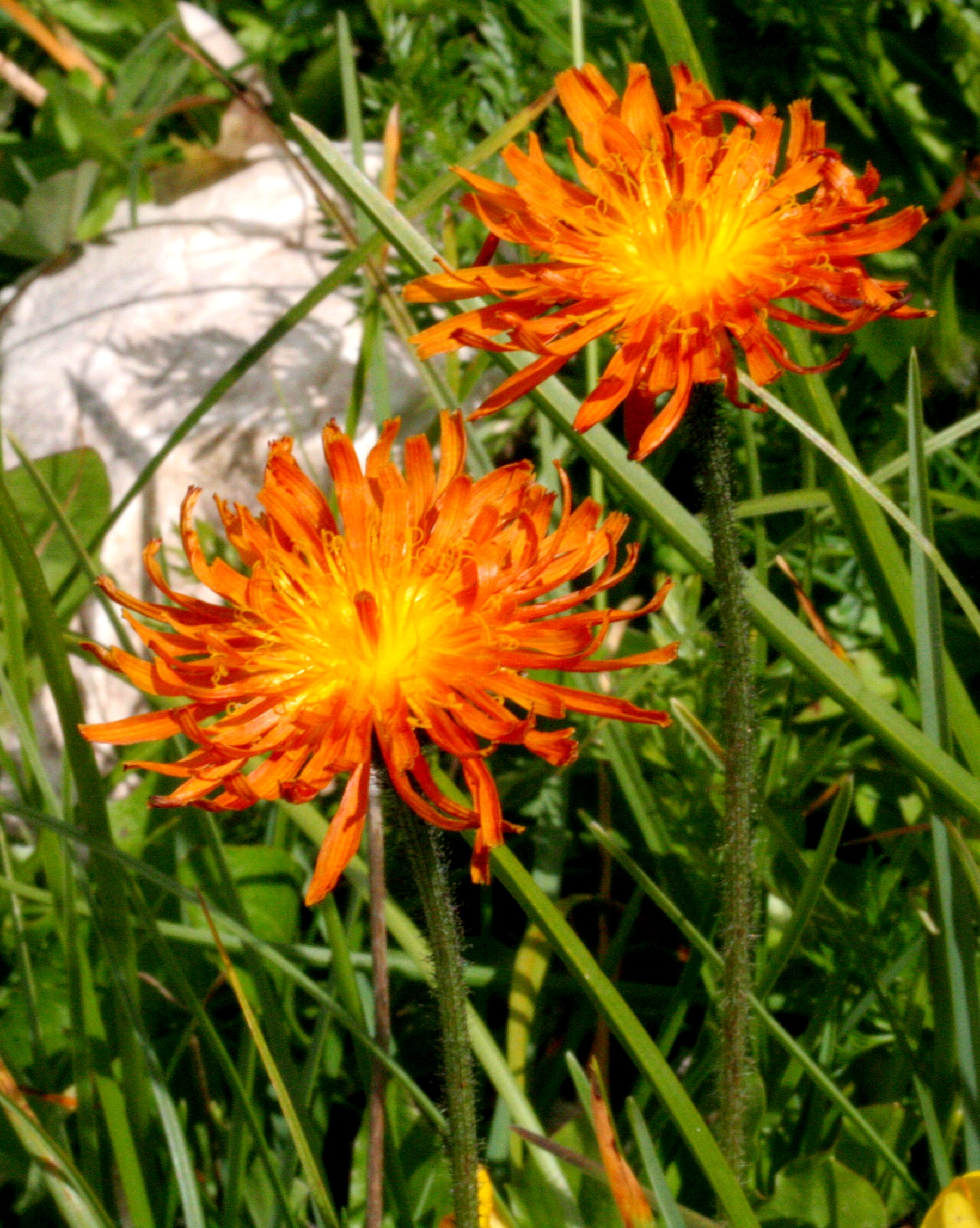
Inflorescencia
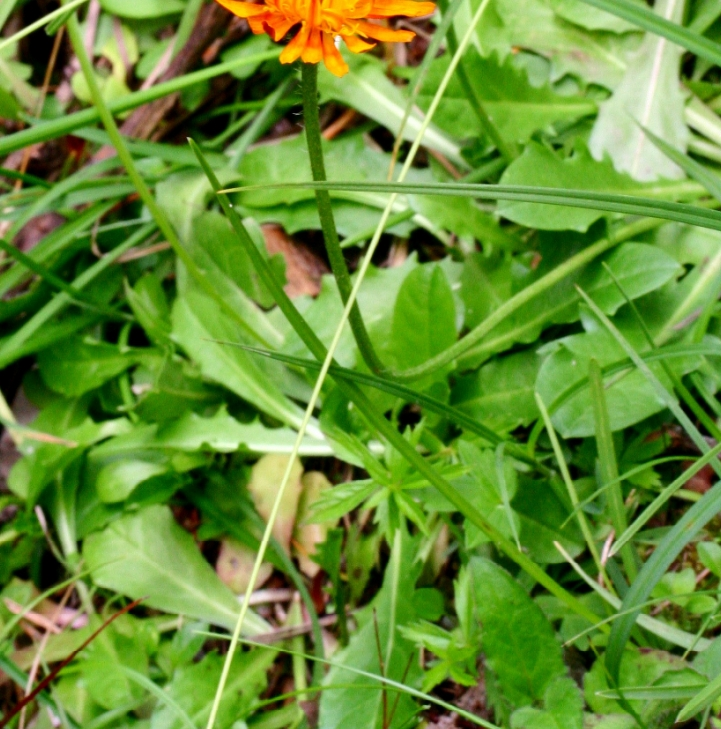
Roseta